# Numărul Wolf
Numărul Wolf (cunoscut și ca Numărul Zürich) este o metodă de determinare a numărului de pete solare și a grupurilor de pete solare de pe suprafața soarelui, în funcție de numărul de grupuri de pete, metodă dezvoltată în anul 1849 de matematicianul și astronomul elvețian Rudolf Wolf. 

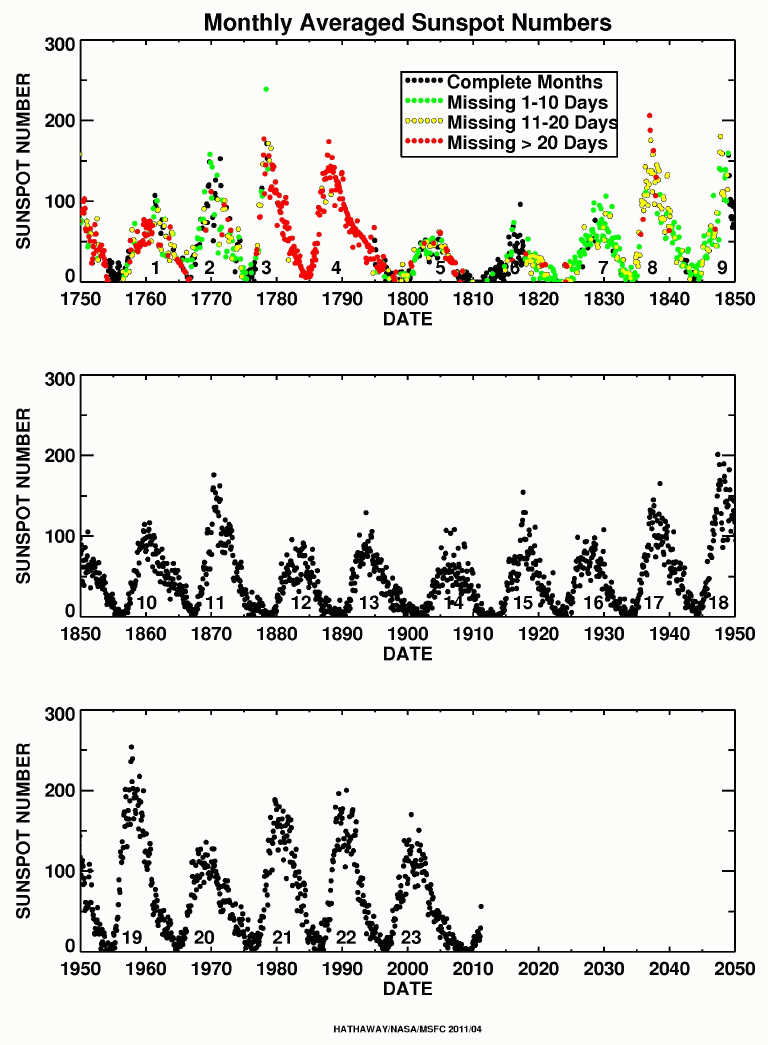
Numărul lui Wolf din 1750.

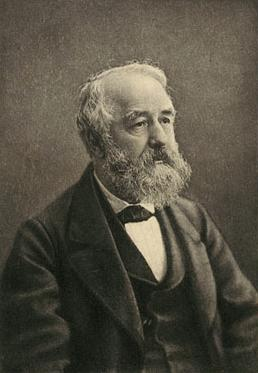
Rudolf Wolf

Numărul relativ al petelor solare R este calculat utilizând formula:
{\displaystyle R=k(10g+s)\,}
- s este numărul petelor individuale,
- g este numărul grupurilor de pete solare, și
- k este un factor care variază în funcție de locație și instrumente (de asemenea cunoscut ca factorul observatorului sau coeficientul personal de scădere K).[1]